# 33.333 (film, 1924)
33.333 är en svensk dramafilm från 1924 regisserad av Gustaf Molander. 

## Handling
Tore Kramer, skomakare Ferm och Slinken köper en lott med nr 33 333 ihop. Ferm stoppar in den en gammal sko för att inte hustrun ska upptäcka saken. Skomakare Petterssohn får en dag syn på lotten och norpar den. Vid dragningen visar det sig att högsta vinsten, 300 000 kronor, utfallit på nr 33 333. Skomakare Ferm blir rådlös och vågar inte tala om för sina kamrater att lotten försvunnit.  

## Om filmen
Filmen premiärvisades 4 februari 1924. Som förlaga har man folkpjäsen 33.333 av Algot Sandberg. En andra filmatisering av pjäsen kom till stånd 1936 i regi av John Lindlöf. Se 33.333 (1936)

## Rollista i urval
- Fritz Strandberg – Ferm, skomakare
- Stina Berg – Hans hustru
- Vera Schmiterlöw – Inga, deras dotter
- Einar Hanson – Tore Kramer
- Nils Arehn – Kramer d_ä, varuhusdirektör
- Tora Teje – Laisa Petra, skådespelerska
- Nils Lundell – Petterssohn
- Fredrik Hedlund – Slinken, kypare på Gyllene Flöjten
- Georg Blomstedt – Poliskonstapel
- Vilhelm Bryde – Kapellmästare
- Josua Bengtson
- Carl Browallius
- Gucken Cederborg
- Eric Gustafsson
- Axel Högel
- Olof Molander
- Anna Bodén